# Чарлс Буковски
Чарлс Буковски (енгл. Charles Bukowski; Андернах, 16. август 1920 — Сан Педро, 9. март 1994) је био амерички песник, приповедач и романописац. Данас се сматра једним од најутицајнијих писаца битничке генерације (енгл. beat generation). Остаће упамћен по свом експлицитном, сировом, понекад чак вулгарном књижевном изразу и својим причама о симпатичним губитницима са маргина америчког друштва.

## Биографија
Чарлс Буковски се родио као Хајнрих Карл (Хенри Чарлс) Буковски Млађи у Андернаху, у Немачкој. Његов отац Хенри Буковски био је амерички војник, а мајка Катарина Фет Немица. 1922. године породица Буковски се сели у Америку у Лос Анђелес, град у коме ће Буковски провести највећи део свог живота.
Буковски је одрастао у време економске депресије која је захватила Америку између два светска рата. Његов строг и доминантан отац често је остајао без посла, а своје незадовољство и фрустрацију најчешће је искаљивао на дечаку редовно га малтретирајући, о чему ће Буковски писати у свом роману "Ham on Rye". Адолесцентске акне које су оставиле ожиљке на његовом лицу само су допринеле да се још више осећа као губитник и особењак. Покушавајући да се заштити од трауматичне стварности, Буковски се рано окреће алкохолу, али и књигама. Као средњошколац много чита, а посебно воли дела Ернеста Хемингвеја, Синклера Луиса, Карсона Макулерса и Д. Х. Лоренса. По завршетку средње школе уписује градски колеџ у Лос Анђелесу и похађа курсеве новинарства и књижевности, желећи да постане писац.
Напушта колеџ и одлази од куће 1941. године после једне од свађа са оцем који му је, прочитавши неке од његових прича, избацио све ствари из куће. Не желећи да се прикључи америчкој војсци, Буковски у ратним годинама живи готово као бескућник и скитница путујући Америком и повремено одрађујући ситне послове како би зарадио нешто новца. 1944. године часопис „Стори“ објављује његову причу "Aftermath of a Lenghty Rejection Slip". Буковски одлази у Њујорк у намери да се издржава искључиво од писања али пролази потпуно незапажено. Разочаран, ускоро се враћа у Лос Анђелес.
Године 1947. упознаје Џенет Конели Бејкер, жену десет година старију од њега, такође алкохоличарку, која убрзо постаје његова љубавница и са којом ће уз мање прекиде провести готово читаву деценију. У том периоду Буковски готово сасвим одустаје од писања, преживљава радећи слабо плаћене услужне послове и све више тоне у алкохолизам. 1952. године привремено се запошљава у пошти где ће провести наредне три године. 1955. године бива хоспитализован због озбиљног унутрашњег крварења у желуцу изазваног непрекидним опијањем. Прекида своју везу са Џенет која ће неколико година касније умрети од превелике дозе алкохола и даје отказ у пошти. Почиње поново да пише поезију. Жени се Барбаром Фреј, богатом власницом литерарног часописа "Арлекин". У наредне две године, колико је потрајао овај брак, Буковски ради као новинар у "Арлекину" и објављује неколико својих песама у овом часопису. После развода 1958. године поново се запошљава као поштански службеник, а дванаест година проведених на овом послу описаће у свом првом роману "Post Office".
Шездесетих година његова каријера писца напокон креће узлазним током. Почиње редовно да објављује своје песме у малим „андерграунд“ часописима. Своју прву збирку песама "Flower, Fist and Bastial Wail" Буковски објављује 1959. године. Књига је имала тридесетак страна и штампана је у само двеста примерака. 1960. године упознаје власника независне издавачке куће "Outsider" Џона Веба. 1963. године добија награду "Outsider of the Year", a појављује се и његов први интервју у књижевном часопису "Chicago Literary Times". Упознаје Френсис Смит са којом ће провести пар година и добити ћерку Марину. Његова прва збирка прича " All Assholes in the World and Mine" објављена је 1966. године. Ускоро објављује збирке песама "At Terror Street and the Agony Way" (1968) и "The Days Run a Way Like wild Horses ower the Hill" (1969). Пише своје колумне под називом "The Notes of the Dirty Old Man" у часописима "Open City" и " Los Angeles Free Press" које ће касније бити објављене у књизи истог назива. Постаје све познатији у неформалним књижевним круговима а бележи и своја прва јавна читања поезије.
Године 1970. Чарлс Буковски дефинитивно даје отказ у пошти када му власник издавачке куће "Black Sparrow Press" Џон Мартин нуди месечну стипендију од сто долара како би се у потпуности посветио писању. Исте године упознаје Линду Кинг, песникињу и вајарку, са којом ће провести неколико врло бурних година и пише свој први роман "Post Office". Током седамдесетих година пише нека од својих најпознатијих дела и стиче завидну популарност али и даље важи за „андерграунд“ писца чија дела објављују мали, независни издавачи углавном на западној обали. Вероватно због свог сировог, понекад чак вулгарног књижевног израза и бунтовничког става према естаблишменту углавном бива игнорисан од стране званичних књижевних и академских кругова. Широј јавности постаје познат 1973. године после приказивања документарног филма "Буковски" редитеља Тејлора Хачфорда. У наредним годинама доста путује и појављује се на многим књижевним вечерима и фестивалима широм Америке и Европе. Стиче завидну популарност међу читалачком публиком нарочито у европским земљама. 
Године 1976. упознаје Линду Ли Бејли, власницу ресторана здраве хране 25 година млађу од њега, којом ће се оженити 1985. године и његов живот поприма мирнији ток. Остатак живота Буковски ће провести у предграђу Сан Педро у лепо уређеној кући са базеном. Вози црни BMW, открива све предности рачунара, ужива слушајући класичну музику у друштву својих мачака и наравно и даље пише. Дружи се са глумцем Шоном Пеном, а група "U-2" му посвећује песму на свом концерту у Лос Анђелесу. 1981. године снимљен је италијански филм "Приче о обичном лудилу" са Беном Газараом и Орнелом Мути у главним улогама по истоименој збирци прича Чарлса Буковског. Буковски пише и сценарио за филм "Barfly" који је снимљен 1987. године са Микијем Рорком и Феј Данавеј у главним улогама. 1992. године излази из штампе збирка песама " The Last Night of the Earth Poems", последња књига објављена за живота овог писца.
Чарлс Буковски је умро 9. марта 1994. године од леукемије. Сахрањен је у "Grean Hills" меморијалном парку близу његове куће у Сан Педру. 
Данас су веома популарни и његови романи: 
- Холивуд,
- Блудни син,
- Жене,
- Забелешке старог покварењака,
- Палп,
- Шекспир ово никад није радио и други,

као и збирке кратке прозе 
- Ђаво је био врућ,
- Приче о обичном лудилу,
- Фотографије из пакла,
- Љубав и лудило у ЛА...

## Књижевни стил
Иако никада није заиста био повезан са Хенријем Милером, Аланом Гинсбергом и осталим типичним представницима „битничке " генерације писаца, због свог неформалног књижевног израза и бунтовног става према тадашњем естаблишменту, Чарлс Буковски се данас сматра једним од најоригиналнијих и најутицајнијих писаца тог периода. Сам Буковски своје књижевне узоре проналазио је у Хемингвеју, Достојевском, Робинсону Џеферсу, Џону Фантеу, Луису Фердинанду Селину...
Дела Чарлса Буковског су у основи аутобиографска. Теме су шаролике и разноврсне а у центру интересовања овог писца су увек патње и проблеми обичног човека. Његови јунаци су очајни, несрећни људи, губитници и особењаци са маргина друштва огрезли у пороке, често на ивици лудила, емоционалног слома и материјалне беде. Свакако најпознатији јунак је Хенри Кинаски, алтер-его Чарлса Буковског који се појављује у многим његовим причама и романима. Он је симпатични губитник, пијанац, коцкар и женскарош који живи на ивици беде, дружи се са пропалицама и преварантима, а жене повремено користи како би се докопао високог друштва. Баш као и Буковски, Хенри Кинаски преферира да буде сам, пије, пише и слуша класичну музику. Први пут се појављује у причи "Confessions of a Man Insane Enough to Live With Beats", а његову даљу судбину пратимо кроз романе "Post Office", "Фактотум", "Жене","Блудни син".
Књижевни израз Чарлса Буковског је једноставан, ослобођен метафора, разумљив свима, али и изузетно духовит и циничан у исто време. Језик је сиров, улични понекад вулгаран и бруталан. Вероватно због тога је Буковски своја дела објављивао претежно код малих и независних издавача. Важио је за „андерграунд“ писца и за живота је стекао много мање славе и успеха код књижевних критичара и читалаца него што је има данас.

## Избор из библиографије

### Поезија
- "2 by Bukowski" (1967)
- "A Love Poem" (1979)
- "Africa, Paris, Greece" (1975)
- "All the Assholes in the World and Mine" (1966)
- "Another Academy" (1970)
- "At Terror Street and Agony Way" (1968)
- "Burning in the Wather, Drowning in the Flame: Selected Poems 1955-1973 (1974)
- "Cold Dogs in the Courtyard" (1965)
- "Confessiones of the Man Insane Enough to Live with Beasts" (1965)
- "Crucifix in Deathhand:New Poems, 1963-1965 (1965)
- "Dangling in the Tournefortia" (1981)
- "Fire Station" (1970)
- "Flower, fist and the Bestial Wail" (1959)
- "Grip the Walls" (1964)
- "If We Take..." (1969)
- "It Catches My Heart in His Hands: New and Selected Poems, 1955-1963 (1963)
- "Legs, Hips and Bahind" (1978)
- "Longshot Poems for Broke Players" (1962)
- "Love is Dog from the Hell: Poems 1974-1977 (1977)
- "Love Poems for Marina (1973)
- "Maybe Tomorrow" (1977)
- "Me and Your Sometimes Love Poems" (1972)
- "Mockingbird, Wish Me Luck" (1972)
- "Night‘s Work" (1966)
- "On Going Out to Get the Mail" (1966)
- "Play the Piano Drunk Like Percussion Instrument Until the fingers Begin to Bleed a Bit" (1979)
- "Poems Written before Jumping out of an 8-story Window (1968)
- "poems and Drawings (1962)
- "Run with the Hunted" (1962)
- "Scarlet" (1976)
- "Sparks" (1983)
- "The curtains are Waving" (1967)
- "The Days Run Away like Wild Horses over the Hills" (1969)
- "The Flower Lover" (1966)
- "The Genius of the Crowd" (1966)
- "The Girls" (1966)
- "The Last Generation" (1982)
- "The Last Nights of the Earth Poems (1992)
- "The Roominghouse Madrigals:Earli Selected Poems, 1944-1966 (1988)
- "To Kiss Worms Goodnight" (1966)
- "True Srory" (1966)
- "War All the Time:Poems, 1981-1984 (1984)
- "Weather Report" (1975)
- "While the Music Played" (1973)
- "Winter" (1975)
- "Sifting Through the Madness for the Word, the Line, the Way" (2003)

### Проза
- "Notes of a Dirty Old Man (1969)
- "Post Office" (1971)
- "Madness" (1972)
- "South of no North:Stories of the Buried Life (1973)
- "Factotum" (1975)
- "Women" (1978)
- "Ham on Rye" (1982)
- "Horsemeat" (1982)
- "Bring Me You Love" (1983)
- "Hot Water Music" (1983)
- "Barfly" (1984)
- "There‘s No Business (1984)
- "Hollywood" (1989)
- "Pulp" (1994)

## Чарлс Буковски на српском
Главни део опуса Буковског објављен је у вишеструким издањима и на српском језику, највећим делом захваљујући преводима Флавија Ригоната, који је приредио и Изабрана дела овог писца у 14 књига.
Романи: Пошта (такође: Post office); Фактотум; Жене; Блудни син; Холивуд; Шунд (Палп).
Кратка проза: Белешке маторог покварењака; Приче о обичном лудилу; Фотографије из пакла; Музика вреле воде (Музика вруће воде); Најлепша жена у граду; Одломци из вином исфлекане бележнице: необјављене приче и есеји, том 1: 1944-1990; Тако мртви воле; У одсуству јунака: необјављени есеји и приче, том 2: 1946-1992; Ђаво је био врућ: избор кратких прича (1965—1990); Љубав и лудило у Л. А.
Поезија: У четири тома објављена је поезија од 1947. до 1994. На српском су објављене и појединачне књиге и избори: Песме последње земаљске ноћи; За Џејн; У чему је проблем, господо?; Каква корист од наслова: изабране пјесме 1955-1985.
Остало: Писма 1959-1969; Шекспир никада ово није радио; 14 интервјуа; Дневник: 1991-1993.